# Heartbreak Ridge
Heartbreak Ridge (estrenada en España como El sargento de hierro y en Hispanoamérica como El guerrero solitario) es una película estadounidense de 1986, dirigida y producida por Clint Eastwood. Protagonizada por Clint Eastwood, Mario Van Peebles, Marsha Mason y Everett McGill en los papeles principales. Está ambientada durante la invasión de Granada (Mar Caribe) en 1983, durante el mandato de Ronald Reagan y parte del film fue rodado en la misma isla. El título de la película se debe a la batalla de Heartbreak Ridge, durante la guerra de Corea; el personaje interpretado por Eastwood obtuvo la medalla de Honor por su participación en esa batalla.
Fue nominada al premio Óscar al mejor sonido, para Les Fresholtz, Rick Alexander, Vern Poore y Bill Nelson.

## Argumento
El sargento de artillería del USMC (Cuerpo de Marines de los Estados Unidos) Tom Highway, duro veterano de la guerra de Corea y de la guerra de Vietnam, se encuentra próximo a su retirada del servicio activo prestando servicio en una unidad poco operativa, por lo que solicita ser de nuevo destinado a la unidad RECON (Sección de Reconocimiento) del Cuerpo, cosa que consigue gracias a una artimaña. 
Durante el viaje en autobús a su nuevo destino es abordado por un pintoresco personaje, “Stich” Jones, un aspirante a músico de rock que valiéndose de la picaresca le roba dinero y el billete, por lo que no puede continuar camino. Cuando llega a su destino se presenta a su nuevo comandante, el mayor Malcom Powers, un oficial de academia sin experiencia en combate que considera a Highway un anacronismo viviente, llegando incluso a decirle «le pido a la División que me envíen marines y me envían reliquias», lo que hiere el orgullo del sargento, al considerar que tiene mucho que aportar al entrenamiento de los nuevos reclutas del Cuerpo. Las continuas desavenencias entre ambos darán lugar incluso al enfrentamiento físico, teniendo lugar una pelea durante el trascurso de unas maniobras.
Cuando por fin conoce a sus nuevos hombres, entre los que se encuentra Jones, descubre que estos constituyen más una indisciplinada pandilla que una unidad de combate de primera línea como debería ser, con unos hombres poco acostumbrados al rigor y al esfuerzo que exige una unidad de ese tipo, por lo que no dudará en aplicar los más expeditivos métodos para lograr convertirlos en lo que se espera de ellos, unos auténticos marines de los Estados Unidos, llegando incluso a la humillación personal para conseguir sacar a la luz lo mejor de ellos.
Durante la película podemos ver como Highway se reencuentra con su esposa Aggie (que le abandonó años atrás a causa del abandono que sentía cuando Tom tenía que partir para alguna misión), descubriendo que ésta mantiene una nueva relación con el dueño del bar en el que trabaja de camarera, a pesar de lo cual intentará acercarse a ella para reconciliarse, lo que sucederá al final de la película.
También se reencontrará con su antiguo compañero de Corea y Vietnam Choozoo Jones, un sargento mayor que sirve de ordenanza para el mayor Powers, aunque en el fondo este le resulte tan insoportable como a Highway. Durante la película serán abundantes los momentos de complicidad entre ambos, recordando viejas andanzas, siendo especialmente memorable cuando Choozoo le cuenta a Jones como Highway consiguió la medalla de honor del Congreso durante los combates del Cerro de la Muerte, una batalla ficticia inspirada en los combates de Heartbreak Ridge, batalla que da título a la película.
El momento culminante de la película tiene lugar cuando durante un baile del Cuerpo, los oficiales y suboficiales son avisados para que se reincorporen a sus unidades, ya que la 22.ª Unidad Expedicionaria de Marines (22nd MEU, Marine Expeditionary Unit) ha sido puesta en alerta para formar parte de la operación "Urgent Fury" ("Furia Urgente", que tuvo lugar el 25 de octubre de 1983) y en breve partirá para participar en  los desembarcos anfibios en la isla de Granada, operación durante la cual mostrará a todos sus detractores que sus métodos han dado resultado y que incluso los peores soldados pueden convertirse en los mejores y en los más valientes.
La película finaliza con el regreso de las tropas estadounidenses a su país, momento en el que Jones le dice a Highway que piensa renovar su permanencia en el Cuerpo, a lo que este le contesta que sabía que estaba loco, aunque no tanto, y finaliza con el reencuentro de Tom con Aggie, siendo la última escena cuando ambos caminan juntos hasta desaparecer entre los hangares de la base aérea en la que ha aterrizado el avión que transportaba a Tom y a sus hombres.

## Reparto
| Actor                               | Personaje                     | Notas                                    |
| ----------------------------------- | ----------------------------- | ---------------------------------------- |
| Clint Eastwood                      | Sgt. artillero Thomas Highway |                                          |
| Marsha Mason                        | Aggie                         |                                          |
| Everett McGill                      | Mayor Malcolm Powers          |                                          |
| Moses Gunn                          | Sgt. de E.M. Webster          |                                          |
| Eileen Heckart                      | Pequeña Mary                  |                                          |
| Bo Svenson                          | Roy Jennings                  |                                          |
| Boyd Gaines                         | Ten. Ring                     |                                          |
| Mario Van Peebles                   | Cabo Stitch Jones             |                                          |
| Arlen Dean Snyder                   | Sgt. Mayor Choozoo            |                                          |
| Vincent Irizarry                    | Fragetti                      |                                          |
| Ramón Franco                        | Aponte                        | Acreditado como Ramon Franco             |
| Tom Villard                         | Profile                       |                                          |
| Mike Gomez                          | Quinones                      |                                          |
| Rodney Hill                         | Collins                       |                                          |
| Peter Koch                          | "Swede" Johanson              |                                          |
| Richard Venture                     | Cnel. Meyers                  |                                          |
| Peter Jason                         | Mayor Devin                   |                                          |
| J.C. Quinn                          | Sgt. de intendencia           |                                          |
| Begonya Plaza                       | Sra. Aponte                   | Acreditado como Begoña Plaza             |
| John Eames                          | Juez Zane                     |                                          |
| Thom Sharp                          | Emcee                         |                                          |
| John Gallagher                      | Emcee                         | Acreditado como Jack Gallagher           |
| John Hostetter                      | Reese                         |                                          |
| Holly Shelton-Foy                   | Sarita Dwayne                 |                                          |
| Nicholas Worth                      | Binger de cárcel              |                                          |
| Timothy Fall                        | Niño en cárcel                |                                          |
| Jon Pennell                         | Llorón de cárcel              |                                          |
| Trish Garland                       | Oficial marine mujer          |                                          |
| George Hartmann                     | Tipo duro en bar              | Acreditado como Dutch Mann               |
| Darwyn Swalve                       | Tipo duro en bar              |                                          |
| Christopher Michael                 | Marine                        | Acreditado como Christopher Lee Michael  |
| Alex M. Bello                       | Marine                        |                                          |
| Steve Halsey                        | Conductor de bus              |                                          |
| John Sasse                          | Conductor de bus              |                                          |
| Rebecca Perle                       | Estudiante en ducha           |                                          |
| Annie O'Donnell                     | Operador telefónico           |                                          |
| Elizabeth Ruscio                    | Mesera                        |                                          |
| Lloyd Nelson                        | Deputy                        |                                          |
| John H. Brewer                      | Sgt. Major in Court           | Acreditado como Sgt. Maj. John H. Brewer |
| Michael Maurer                      | Bouncer in Bar                |                                          |
| Tom Ellison                         | Cabo marine                   |                                          |
| Rest of cast listed alphabetically: |                               |                                          |
| Russell Appling                     | Marine de muelle              | No acreditado                            |
| Michael George                      | Músico                        | No acreditado                            |
| John Clark McKinnon                 | Marine Trumpet Player         | No acreditado                            |
| Dan L. Porter                       | Él mismo / marine             | No acreditado                            |
| Stan Rodarte                        | Bailarín en bar               | No acreditado                            |
| David Roth                          | Oficial de libros de cárcel   | No acreditado                            |
| William Walker                      | Marino en bus                 | No acreditado                            |
| Tom Willett                         | Pasajero de bus               | No acreditado                            |